# Chrysostomos Michaīlidīs
Chrysostomos Michaīlidīs (in greco: Χρυσόστομος Μιχαηλίδης; Ptolemaida, 15 gennaio 1975) è un allenatore di calcio ed ex calciatore greco, di ruolo portiere.

## Carriera

### Cronologia presenze e reti in nazionale
| Cronologia completa delle presenze e delle reti in nazionale ― Grecia | Cronologia completa delle presenze e delle reti in nazionale ― Grecia | Cronologia completa delle presenze e delle reti in nazionale ― Grecia | Cronologia completa delle presenze e delle reti in nazionale ― Grecia | Cronologia completa delle presenze e delle reti in nazionale ― Grecia | Cronologia completa delle presenze e delle reti in nazionale ― Grecia | Cronologia completa delle presenze e delle reti in nazionale ― Grecia | Cronologia completa delle presenze e delle reti in nazionale ― Grecia |
| Data                                                                  | Città                                                                 | In casa                                                               | Risultato                                                             | Ospiti                                                                | Competizione                                                          | Reti                                                                  | Note                                                                  |
| --------------------------------------------------------------------- | --------------------------------------------------------------------- | --------------------------------------------------------------------- | --------------------------------------------------------------------- | --------------------------------------------------------------------- | --------------------------------------------------------------------- | --------------------------------------------------------------------- | --------------------------------------------------------------------- |
| 20-2-2008                                                             | Strovolos                                                             | Finlandia                                                             | 1 – 2                                                                 | Grecia                                                                | Torneo internazionale di Cipro                                        | -                                                                     | 46’                                                                   |
| Totale                                                                |                                                                       | Presenze                                                              | 1                                                                     |                                                                       | Reti                                                                  | -0                                                                    |                                                                       |

## Palmarès

### Club

#### Competizioni nazionali
- Coppa di Grecia: 1

AEK Atene: 1999-2000